# 束花凤仙花
束花凤仙花（学名：Impatiens desmantha）是凤仙花科凤仙花属的植物，为中国的特有植物。分布在中国大陆的云南等地，生长于海拔2,800米至4,000米的地区，见于冷杉林下或山谷阴湿处，目前尚未由人工引种栽培。